# Ричмонд (Вірджинія)
Ричмонд (англ. Richmond) — незалежне місто в США, в штаті Вірджинія, порт на річці Джеймс, столиця штату. Населення — 229 233 осіб (2020).
Важливий торгово-фінансовий центр і транспортний вузол Півдня США. Один з головних центрів тютюнової промисловості США. Хімічна, целюлозно-паперова, поліграфічна, металообробна, радіоелектронна промисловість. Університети. В 1861—1865 роках — столиця Конфедерації південних штатів.
Тут народився Бірт Акрес, британський режисер німого кіно.

## Географія
Ричмонд розташований за координатами 38°59′43″ пн. ш. 78°20′42″ зх. д. / 38.99528° пн. ш. 78.34500° зх. д. ( 38.995265, -78.345131). За даними Бюро перепису населення США в 2010 році місто мало площу 9,86 км², з яких 9,71 км² — суходіл та 0,15 км² — водойми. В 2017 році площа становила 10,65 км², з яких 10,54 км² — суходіл та 0,10 км² — водойми.

### Клімат
| Клімат : Ричмонд                                                                 | Клімат : Ричмонд | Клімат : Ричмонд | Клімат : Ричмонд | Клімат : Ричмонд | Клімат : Ричмонд | Клімат : Ричмонд | Клімат : Ричмонд | Клімат : Ричмонд | Клімат : Ричмонд | Клімат : Ричмонд | Клімат : Ричмонд | Клімат : Ричмонд | Клімат : Ричмонд |
| Показник                                                                         | Січ.             | Лют.             | Бер.             | Квіт.            | Трав.            | Черв.            | Лип.             | Серп.            | Вер.             | Жовт.            | Лист.            | Груд.            | Рік              |
| Абсолютний максимум, °C                                                          | 27,2             | 28,3             | 34,4             | 35,6             | 37,8             | 40,0             | 40,6             | 41,7             | 39,4             | 37,2             | 30,0             | 27,2             | 41,7             |
| Середній максимум, °C                                                            | 8,6              | 10,7             | 15,6             | 21,3             | 25,5             | 30,1             | 32,1             | 30,9             | 27,3             | 21,7             | 16,3             | 10,4             | 20,9             |
| Середній мінімум, °C                                                             | −2,1             | −0,8             | 2,8              | 7,8              | 12,8             | 18,1             | 20,5             | 19,7             | 15,6             | 9,1              | 4,1              | −0,3             | 8,9              |
| Абсолютний мінімум, °C                                                           | −24,4            | −23,3            | −12,2            | −7,2             | −0,6             | 4,4              | 10,6             | 7,8              | 1,7              | −6,1             | −12,2            | −18,9            | −24,4            |
| Середня кількість сонячних годин на місяць                                       | 172,5            | 179,7            | 233,3            | 261,6            | 288,0            | 306,4            | 301,4            | 278,9            | 237,9            | 222,8            | 183,5            | 163,0            | 2829             |
| Норма опадів, мм                                                                 | 77               | 70               | 103              | 83               | 96               | 100              | 115              | 118              | 105              | 76               | 82               | 83               | 1107             |
| Днів з опадами                                                                   | 9,7              | 8,9              | 10,3             | 10,0             | 10,8             | 10,0             | 11,4             | 9,1              | 8,4              | 7,4              | 8,3              | 9,7              | 114,0            |
| Днів зі снігом                                                                   | 1,9              | 1,9              | 0,8              | 0,1              | 0                | 0                | 0                | 0                | 0                | 0                | 0,2              | 1,2              | 6,1              |
| Вологість повітря, %                                                             | 67.9             | 65.6             | 63.0             | 60.8             | 69.5             | 72.2             | 74.8             | 77.2             | 77.0             | 73.8             | 69.1             | 68.9             | 70.0             |
| -------------------------------------------------------------------------------- | ---------------- | ---------------- | ---------------- | ---------------- | ---------------- | ---------------- | ---------------- | ---------------- | ---------------- | ---------------- | ---------------- | ---------------- | ---------------- |
| Джерело: NOAA (relative humidity and sunshine hours 1961–1990) and Weather Atlas |                  |                  |                  |                  |                  |                  |                  |                  |                  |                  |                  |                  |                  |

## Демографія
Згідно з переписом 2010 року, у місті мешкало 6398 осіб у 2697 домогосподарствах у складі 1670 родин. Густота населення становила 649 осіб/км². Було 2950 помешкань (299/км²). 
Расовий склад населення:
| - 39,8 % — білих - 50,4 % — чорних або афроамериканців - 2,3 % — азіатів - 0,2 % — корінних американців - 1,3 % — осіб інших рас |

До двох чи більше рас належало 2,3 %. Іспаномовні складали 6,4 % від усіх жителів.
За віковим діапазоном населення розподілялося таким чином: 25,7 % — особи молодші 18 років, 59,5 % — особи у віці 18—64 років, 14,8 % — особи у віці 65 років та старші. Медіана віку мешканця становила 36,2 року. На 100 осіб жіночої статі у місті припадало 88,8 чоловіків; на 100 жінок у віці від 18 років та старших — 84,6 чоловіків також старших 18 років.
Середній дохід на одне домашнє господарство становив 57 975 доларів США (медіана — 50 676), а середній дохід на одну сім'ю — 66 703 долари (медіана — 60 426). Медіана доходів становила 39 825 доларів для чоловіків та 29 719 доларів для жінок. За межею бідності перебувало 10,0 % осіб, у тому числі 10,2 % дітей у віці до 18 років та 18,1 % осіб у віці 65 років та старших.
Цивільне працевлаштоване населення становило 3253 особи. Основні галузі зайнятості: виробництво — 22,6 %, освіта, охорона здоров'я та соціальна допомога — 15,6 %, роздрібна торгівля — 12,3 %.

## Відомі люди
- Керолайн Аарон (* 1952) — американська акторка кіно та телебачення.
- Бірт Акрес (1854—1918) — британський кінорежисер, винахідник домашньої відеокамери
- Воррен Бітті (* 1937) — американський актер, продюсер та режисер
- Петро-Богдан Гарасимів — сотник УСС та УГА, лікар.
- Ширлі Маклейн (* 1934) — американська акторка і письменниця
- Білл Робінсон (1878—1949) — американський степіст і актор театру та кіно